# Maria Sibińska
Maria Sibińska – literaturoznawczyni,  tłumaczka literatury norweskiej, skandynawistka, profesor emerytowana Uniwersytetu Gdańskiego, wyróżniona Medalem 50-lecia Uniwersytetu Gdańskiego.

## Życiorys
W 1999 r. obroniła pracę doktorską pt. Północnonorweska liryka w latach 1971-1991. Studium z literatury regionalnej, której promotorem był prof. Zenon Ciesielski, w 2013 r. habilitowała się na podstawie pracy zatytułowanej Skandynawski wiek świateł. Doświadczenia teatralne Ludviga Holberga. Była adiunktem w Instytucie Skandynawistyki i Lingwistyki Stosowanej na Wydziale Filologicznym Uniwersytetu Gdańskiego.
Została zatrudniona na stanowisku profesora nadzwyczajnego Instytutu Skandynawistyki Wydziału Filologicznego Uniwersytetu Gdańskiego.
Jest profesorem uczelni i dyrektorem w Instytucie Skandynawistyki i Fennistyki na Wydziale Filologicznym Uniwersytetu Gdańskiego, a także członkiem Rady Dyscypliny Naukowej – Literaturoznawstwa Uniwersytetu Gdańskiego.
Od 2019 r. pełni funkcję redaktora naczelnego Studia Scandinavica.
W 2022 r. odznaczona Królewskim Norweskim Orderem Zasługi za działanie na rzecz promocji kultury Norwegii w Polsce.